# Кънчо Кънев
Кънчо Кънев е български художник.

## Биография
Роден е на 18 октомври 1957 г. в с. Обретеник. Израства в Русе, където през 1974 г. завършва „Пластични изкуства“.
Кънев е съавтор заедно с Владислав Паскалев на монументално-декоративната композиция „Пролетарии от всички страни, съединявайте се!“ в Дома-паметник на Партията (БКП) на връх Бузлуджа – кръгло пано с диаметър 9 m в центъра на тавана на Тържествената (ритуална) зала, арх. Георги Стоилов, (1981).
Носител е на 4 международни награди. Член е на 3 международни организации на професионалните художници.
От 1990 г. живее и работи в Хага, Нидерландия.
Издал е 3 книги:
- Kanev (1990),
- Kantcho Kanev, a painter in The Hague (2000) и
- Thirty years of painting (2006).